# 1992年6月逝世人物列表
1992年逝世人物列表：1月 - 2月 - 3月 - 4月 - 5月 - 6月 - 7月 - 8月 - 9月 - 10月 - 11月 - 12月
1992年6月逝世人物列表，是用於匯總1992年6月期間逝世人物的列表。

## 依日期排序

### 1日
- 卡爾-海因茨·弗萊貝格，51歲，德國奧運曲棍球運動員（1964年，1968年）。[1]
- 伊芙·加德納（Eve Gardiner），78歲，英國美容師和補救化妝師。[2]
- 阿納托利·波爾胡諾夫，63歲，蘇聯足球運動員。
- 伊約·索蒂奧拉，79歲，芬蘭足球運動員。
- 迪莉婭·維勒加斯·沃豪爾，52歲，美國社會工作者。
- 阿黛爾·懷斯曼（Adele Wiseman），64歲，加拿大作家。[3]

### 2日
- 格爾德博德，58歲，德國作曲家。
- 菲力浦·鄧恩，84歲，美國編劇（《我的山谷有多綠》、《幽靈和繆爾夫人》、《長袍》），癌症。[4]
- 哲尔菲·安德烈，72歲，匈牙利奧運會水球運動員（1948年）。[5]
- 保羅·米勒（Paul Miller），79歲，美國橄欖球運動員。[6]
- 唐納德·尼科爾斯，69歲，美國空軍情報官員。
- 亞歷山德魯·尼科爾斯基（Alexandru Nicolschi），76歲，共產主義活動家，蘇聯特工和軍官，安全局局長，中將軍銜。[7]
- 塞爾吉奧·帕加內拉，80歲，義大利奧運會籃球運動員（1936年）。[8]

### 3日
- 雷·布克，92歲，美國田徑運動員和奧運選手。[9]
- 埃托雷·坎波加利亞尼，88歲，義大利作曲家、音樂家和教師。
- 威爾弗裡德·迪翠希，58歲，德國摔跤手和奧運會冠軍，心臟病發作。[10]
- 威廉·蓋恩斯（William Gaines），70歲，美國出版商（Mad）。
- 羅伯特·莫利，84歲，英國演員（瑪麗·安托瓦內特，《非洲女王》《80天環遊世界》），中風。[11]
- 派翠克·佩頓（Patrick Peyton），83歲，愛爾蘭裔美國羅馬天主教神父。[12]

### 4日
- 弗拉基米爾·契卡洛夫，69歲，俄羅斯畫家。
- 梅爾文·德雷舍（Melvin Dresher），81歲，波蘭裔美國數學家。
- 格齊爾·密涅瓦，70歲，古巴裔美國爵士音樂家。[13]
- 悉地查蘭·什雷斯塔，80歲，尼泊爾詩人。
- 卡爾·斯托茨（Carl Stotz），82歲，美國小聯盟棒球創始人。[14]

### 5日
- 馬克斯·勒納（Max Lerner），89歲，俄羅斯出生的美國記者。[15]
- 納西索·馬丁內斯，80歲，墨西哥民間音樂家。[16]
- 勞倫斯·奈史密斯（Laurence Naismith），83歲，英國演員（《斯克魯奇》《難忘的夜晚》《傑森和阿爾戈航海家》）。[17]
- 埃塞爾·雷施克（Ethel Reschke），81歲，德國女演員。[18]
- 弗朗茨·羅伊斯（Franz Reuss），88歲，二戰期間德國空軍將軍。

### 6日
- 理查·尤裡奇，89歲，英國畫家[19]
- 馬丁·古德曼（Martin Goodman），84歲，美國出版商，漫威漫畫創始人，肺炎。[20]
- 羅傑·哈格倫（Roger Hägglund），30歲，冰球運動員，交通事故。[21]
- 阿尼·耐普，61歲，美國賽車手，癌症。
- E·哈羅德·穆恩（E. Harold Munn），88歲，美國政治家。
- 拉裡·萊利（Larry Riley），38歲，美國演員（《Knots Landing》、《A Soldier's Story》、《Stir Crazy》），愛滋病相關腎衰竭。[22]
- 曼弗雷德·斯坦格爾（Manfred Stengl），46歲，奧地利奧運會雪橇運動員（1964年）和自行車運動員，賽車碰撞。[23]

### 7日
- 比爾·法蘭斯，82歲，美國商人和賽車手，NASCAR創始人，阿爾茨海默病。
- 伊娜·哈雷，65歲，德國女演員。[24]
- 亞歷山大·科爾杜諾夫，68歲，二戰期間的蘇聯飛行王牌。
- 伊萬·克拉姆伯格（Ivan Kramberger），56歲，斯洛維尼亞作家，慈善家和政治家，兇殺案。
- 奧拉夫·萊特（Olav Rytter），89歲，挪威記者、報紙編輯和電臺名人。
- 鮑勃·斯威尼（Bob Sweeney），73歲，美國電視導演（《安迪·格裡菲斯秀》（The Andy Griffith Show）、《霍根英雄》（Hogan's Heroes））和演員（瑪妮），癌症。[25]

### 8日
- 阿提夫·比西索（Atef Bseiso），43歲，巴勒斯坦巴解組織的聯絡官，兇殺案。
- 法拉格·福達（Farag Foda），46歲，埃及作家和人權活動家，被謀殺。[26]
- 阿爾弗雷德·烏爾（Alfred Uhl），83歲，奧地利作曲家。[27]
- 大場榮，78歲，第二次世界大戰期間的日本帝國陸軍軍官。

### 9日
- Per Bergsland，74歲，挪威戰鬥機飛行員，逃離Stalag Luft III。
- 貝蒂·邁爾斯（Betty Miles），82歲，美國女演員和特技演員。[28]
- 大米勒，69歲，美國音樂家，心臟病發作。[29]
- 費爾南多·德·金塔尼利亞·門東薩·迪亞斯，93歲，葡萄牙海軍上將和殖民地行政長官。

### 10日
- 阿尔·布赖特曼，68歲，美國籃球運動員和教練，癌症。[30]
- 格林·斯莫伍德·鐘斯（Glyn Smallwood Jones），84歲，英國殖民地行政長官，肝功能衰竭。[31]
- 莫里斯·克莱因（Morris Kline），84歲，美國數學家。[32]
- 威廉·梅利亞德，75歲，美國銀行家和政治家[33]
- 中村八大，61歲，日本作曲家。
- 納特·皮爾斯（Nat Pierce），66歲，美國爵士鋼琴家、作曲家和編曲家。[34]
- 漢斯·賴瑟（Hans Reiser），73歲，德國演員。[35]
- 伯特·索特拉爾（Bert Sotlar），71歲，南斯拉夫電影演員。[36]

### 11日
- 約翰·弗里曼·盧蒂特（John Freeman Loutit），82歲，澳大利亞放射生物學家。
- 拉斐爾·奧羅斯科·馬埃斯特雷（Rafael Orozco Maestre），38歲，哥倫比亞瓦萊納托音樂歌手，被槍殺。[37]
- 亞歷山大·斯波爾，78歲，美國人類學家。[38]
- 傑克·沙利文（Jack Sullivan），78歲，加拿大體育記者。

### 12日
- 阿拉維爾迪·巴吉羅夫，46歲，亞塞拜然軍官，政治家和戰爭英雄，地雷。
- 塞爾日·丹尼，48歲，法國電影評論家，
- 蘭迪·摩爾（Randy Moore），85歲，美國棒球運動員。[39]
- 格爾達·尼科爾森（Gerda Nicolson），54歲，澳大利亞女演員，腦出血。
- 雷尼，90歲，美國服裝設計師（《埃及艷后》、《總統夫人》、《大漁夫》），奧斯卡獎得主（1964年）。
- 克萊門斯·魯德尼基（Klemens Rudnicki），95歲，波蘭陸軍將軍。[40]

### 13日
- 阿納托利·尼古拉耶維奇·達維多維奇，27歲，亞塞拜然中士和戰爭英雄，在行動中喪生。
- 彭普万·东詹，30歲，泰國流行歌手，狼瘡。[41]
- 愛德華·萊斯利·格雷（Edward Leslie Gray），97歲，加拿大政治家。
- 雷姆齊耶·希薩爾，89-90歲，土耳其化學家。
- 埃德溫·C·霍雷爾（Edwin C. Horrell），89歲，美式橄欖球運動員和教練。
- 卡爾·諾登福爾克（Carl Nordenfalk），84歲，瑞典藝術史學家和學者。[42]
- 埃里克·帕斯克（Erik Paaske），58歲，丹麥演員。
- 希卡爾·希卡洛夫，38歲，亞塞拜然士兵，在戰鬥中喪生。
- 屈武，93歲，中國軍官和政治家。

### 14日
- 卡洛斯·達萊西奧（Carlos d'Alessio），56歲，阿根廷-法國作曲家，愛滋病相關併發症。[43]
- 馬丁·麥克尼利（Martin B. McKneally），77歲，美國政治家。
- 湯瑪斯·尼珀迪，64歲，德國歷史學家。[44]
- 米拉斯加·塞伊多夫（Mirasgar Seyidov），22歲，亞塞拜然士兵和戰爭英雄，在行動中喪生。

### 15日
- 讓·阿爾茨，84歲，比利時公路單車手。[45]
- 阿彌陀佛·巴塔查里亞（Amitabha Bhattacharyya），60歲，印度工程師。
- 列夫·古米廖夫，79歲，蘇聯歷史學家、民族學家和人類學家。
- 利奧·哈雷，86歲，荷蘭足球運動員。[46]
- 今西金司，90歲，日本生態學家和人類學家。
- 埃迪·洛帕特（Eddie Lopat），73歲，美國棒球運動員，胰腺癌。[47]
- 傑伊·麥克道爾（Jay MacDowell），72歲，美國橄欖球運動員。[48]
- 查克·門維爾，52歲，美國電視編劇（《真正的捉鬼敢死隊》、《藍精靈》、《少年女巫薩布麗娜》），癌症。
- 成吉思穆斯塔法耶夫，31歲，亞塞拜然記者，在行動中喪生。
- 羅克·奧里森，66歲，阿根廷足球運動員和經理。[49]
- 布雷特·懷特利（Brett Whiteley），53歲，澳大利亞藝術家，吸毒過量。[50]

### 16日
- 雅各·貝瑟（Jacob Beser），71歲，美國陸軍空軍軍官。
- 西羅·比安奇（Siro Bianchi），67歲，義大利-法國自行車手。[51]
- 威廉·劉易斯·穆蒂，86歲，美國律師和政治家。
- 第四代牛頓男爵彼得·萊，77歲，英國政治家。[52]

### 17日
- 杜威·巴爾法（Dewey Balfa），65歲，美國卡津音樂家。[53]
- 弗雷德里克·埃克斯利（Frederick Exley），63歲，美國作家（《粉絲的筆記》），中風。[54]
- 格雷斯·湯斯·漢密爾頓，85歲，美國政治家。
- 雅各·萊文（Jacob Levin），88歲，美國國際象棋選手。
- 吉姆·南斯（Jim Nance），49歲，美國橄欖球運動員，心臟病發作。[55]
- 約翰·普拉特（John R. Platt），74歲，美國物理學家和生物物理學家。[56]
- 伊什拉特·海珊·烏斯馬尼，75歲，巴基斯坦原子物理學家。

### 18日
- 彼得·艾倫（Peter Allen），48歲，澳大利亞創作歌手，愛滋病。[57]
- 莫迪盖阿尔顿，95歲，匈牙利-以色列畫家。[58]
- 約翰尼·弗里德蘭德（Johnny Friedlaender），79歲，德國/法國20世紀藝術家。[59]
- 第三代伊維厄伯爵本傑明·吉尼斯，55歲，愛爾蘭商人和政治家，癌症。
- 亞努斯克魯克（Janusz Kruk），45歲，波蘭歌手，吉他手和作曲家，心力衰竭。
- 肯·麥考利（Ken McAuley），71歲，冰球運動員[60]
- 卡洛斯·溫貝托·佩雷特（Carlos Humberto Perette），76歲，阿根廷激進公民聯盟政治家和律師。
- R.G.薩馬拉納西克，68歲，斯里蘭卡政治家。

### 19日
- 賈斯·杜克（Jas H. Duke），53歲，澳大利亞詩人和偶像。[61]
- 凱斯琳·麥克凱恩·戈弗瑞，96歲，英國網球運動員，奧運會冠軍（1920年）。[62]
- 瑪格麗塔·吉達奇（Margherita Guidacci），71歲，義大利詩人，中風。[63]
- 斯蒂芬·瓦瑟（Stephan Waser），72歲，瑞士雪橇運動員，奧運獎牌得主。[64]

### 20日
- 喬治·格拉蒂安特（Georges Gratiant），85歲，馬提尼奎斯共產主義政治家。
- 查理斯·格羅夫斯（Charles Groves），77歲，英國指揮家。[65]
- 尼古拉·西德爾尼科夫，62歲，俄羅斯作曲家。[66]
- 湯瑪斯·惠特菲爾德（Thomas Whitfield），38歲，美國音樂家，心臟病發作。

### 21日
- 列昂尼德·阿茲加爾迪安，49歲，亞美尼亞物理學家和軍事領導人，在行動中喪生。[67]
- 哈里·伊格尔（Harry Eagle），87歲，美國醫生和病理學家。[68]
- 瓊·福斯特·奧特爾斯，69歲，西班牙作家。[69]
- 尚陶·拉约什（Lajos Sántha），76歲，匈牙利體操運動員。[70]
- 內田淑子，70歲，日裔美國作家。[71]
- 李先念，82歲，中國政治家，國家主席（1983-1988）。[72]
- 弗朗茨·瓦內爾（Franz Wasner），86歲，奧地利羅馬天主教神父和傳教士，特拉普家族的董事。

### 22日
- 漢舍爾格·艾希勒，76歲，德國植物學家。
- M.F.K.费舍尔，83歲，美國烹飪書作家。[73]
- 康斯坦丁·維吉爾·格奧爾基烏（Constantin Virgil Gheorghiu），75歲，羅馬尼亞裔法國小說家。[74]
- 雷吉·哈里斯（Reg Harris），72歲，英國男子自行車運動員。[75]
- Gemini Kantha，67歲，斯裡蘭卡女演員。
- 亞瑟·倫達爾，77歲，美國空中偵察先驅。[76]
- 吳明欽，37歲，香港政治家和作家，白血病。
- 查克·米切爾（Chuck Mitchell），64歲，美國演員（Porky's），肝硬化。[77]
- 查理·昂德拉斯（Charlie Ondras），25歲，美國噪音搖滾鼓手，吸毒過量。
- 伊曼紐爾·大衛·魯道夫，64歲，美國植物學家。
- 西沃什·伊什特万，71歲，匈牙利水球運動員和教練。

### 23日
- 埃裡克·安多爾塞克（Eric Andolsek），25歲，美國橄欖球運動員，交通事故。[78][79]
- 瑪格特·伯尼斯·福德（Margot Bernice Forde），57歲，紐西蘭植物學家、策展人和分類學家。
- 佛朗哥·萊切塞，67歲，義大利短跑運動員。[80]
- 露西爾·桑德斯·麥克唐納，93歲，美國記者、歷史學家和兒童作家。[81]
- 喬伊·尼科爾斯（Joy Nichols），67歲，澳大利亞-英國喜劇演員，女演員和歌手。[82]
- 尤里斯·波德涅克斯（Juris Podnieks），41歲，拉脫維亞電影製片人，溺水身亡。[83]
- 約翰·斯賓塞-邱吉爾（John Spencer-Churchill），83歲，英國藝術家。[84]
- 維克多·亞努舍夫斯基（Viktor Yanushevsky），32歲，蘇聯和白俄羅斯足球運動員，心臟病發作。

### 24日
- 豪爾赫·薩拉斯·查韋斯，77歲，阿根廷水手。
- Len Darling，82歲，澳大利亞板球運動員。
- Victor Lemberechts，68歲，比利時足球運動員。[85]
- Maharajapuram Santhanam，64歲，印度歌手，交通事故。
- 喬·斯賓塞（Jo Spence），58歲，英國攝影師、作家和攝影治療師，乳腺癌。
- 魯道夫·斯維德伯格（Rudolf Svedberg），81歲，瑞典次中量級希臘羅馬摔跤手。[86]

### 25日
- 傑羅姆·布朗（Jerome Brown），27歲，美式橄欖球運動員，交通事故。[87]
- 拉裡·卡漢（Larry Cahan），58歲，加拿大冰球運動員。[88]
- 薩亞烏什·哈薩諾夫（Sayavush Hasanov），28歲，亞塞拜然士兵和戰爭英雄，在行動中喪生。
- 赫伯特·J·麥格林奇（Herbert J. McGlinchey），87歲，美國政治家。
- 詹姆斯·斯特林（James Stirling），66歲，英國建築師，手術併發症。[89]

### 26日
- 約翰·雅各·阿斯特六世，79歲，美國航運巨頭和社交名流。
- 久拉·波爾加（Gyula Polgár），80歲，匈牙利足球運動員。
- 巴迪·羅傑斯（Buddy Rogers），71歲，美國職業摔跤手，中風。[90]
- 菲爾·魯賓斯坦（Phil Rubenstein），51歲，美國演員（《探戈與現金》《機械戰警2》《埃爾維拉：黑暗情婦》），心力衰竭。[91]
- 哈拉爾德·斯維德魯普（Harald Sverdrup），69歲，挪威詩人和兒童作家。[92]

### 27日
- 桑迪·阿莫羅斯（Sandy Amorós），62歲，古巴裔美國棒球運動員，肺炎。[93]
- 艾倫·鐘斯（Allan Jones），84歲，美國演員和歌手，肺癌。[94]
- 馬丁·羅克莫爾（Martin F. Rockmore），74歲，美國海軍將軍。[95]
- 斯蒂芬妮·薩金特（Stefanie Sargent），24歲，美國音樂家（7年婊子），意外窒息。[96]
- 查理斯·泰勒（Charles Tyler），50歲，美國爵士音樂家，心力衰竭。[97]
- 伊莉莎白（貝茜）沃森，91歲，蘇格蘭兒童女權主義者和吹笛者。[98]
- Georg Årlin，75歲，瑞典演員。

### 28日
- 羅傑·比塞隆（Roger Bisseron），86歲，法國賽車手。[99]
- 彼得·希爾特，82歲，瑞士賽車手。
- 瓦列里安·科巴希亞（Valerian Kobakhia），63歲，蘇聯-阿布哈茲官員。
- 瓊·馬歇爾（Joan Marshall），61歲，美國女演員（《大膽冒險》《洗髮水》《星際迷航》）。[100]
- 約翰·派珀（John Piper），88歲，英國藝術家。[101]
- 霍華德·羅伯茨（Howard Roberts），62歲，美國爵士吉他手和會議音樂家。[102]
- 錢三強，78歲，中國核物理學家。[103]
- 米哈伊爾·塔爾（Mikhail Tal），55歲，拉脫維亞國際象棋選手，食道出血。[104]

### 29日
- 皮埃爾·比洛特（Pierre Billotte），86歲，二戰期間的法國士兵和戰爭英雄。[105]
- 穆罕默德·布迪亞夫（Mohamed Boudiaf），73歲，阿爾及利亞政治家，高級國務委員會主席（自1992年起），被暗殺。[106]
- May Farquharson，98歲，牙買加社會工作者，節育宣導者，慈善家和改革家。[107]
- 埃利凱杜里，66歲，英國歷史學家。[108]
- 卡米爾·納西博夫（Kamil Nəsibov），45歲，亞塞拜然士兵和戰爭英雄，在行動中喪生。
- 馬里奧·羅西（Mario Rossi），90歲，義大利指揮家。[109]
- 丹尼爾·B·斯特裡克勒，95歲，美國陸軍將軍和政治家。[110]

### 30日
- 第六代巴斯侯爵亨利·泰恩，87歲，英國貴族和政治家。[111]
- 安德列·赫布特內（AndréHébuterne），97歲，法國畫家。[112]
- 凱特·伊特，85歲，德國女演員。[113]
- 第二代羅伯勒男爵梅西·洛佩斯，88歲，英國貴族和英國陸軍軍官。
- 揚·范·赫特倫，75歲，荷蘭水球運動員和奧運選手。[114]